# Площадь Свободы (Будапешт)
Площадь Свободы (венг. Szabadság tér) — площадь в Будапеште, на левом берегу Дуная. Расположена в районе Липотварош в V районе Будапешта к юго-востоку от здания венгерского парламента.

## Описание
Одна из крупнейших по размеру площадей Будапешта вытянута в направлении север-юг и окружена роскошными особняками. В архитектурном плане среди них выделяются здания Венгерской радиотелевизионной компании, посольства США и Национального банка. Здания радиотелевизионной компании (бывшая старая Биржа) и Национального банка находятся на противоположных сторонах площади. Они построены по проекту известного венгерского архитектора и скульптора Игнаца Альпара в ходе реконструкции площади в 1905 году. Здание посольства США построено в 1901 году, его фасад украшен в стиле Сецессион.
Центральная часть площади представляет собой сквер с фонтанами, здесь установлен монумент воинам Советской Армии, павшим во время взятия Будапешта.

## История
Площадь была образована в 1886 году после сноса гигантского комплекса казарм Нойгебойде, занимавших значительную часть Липотвароша. В XIX веке австрийские власти использовали казармы в качестве тюрьмы, именно здесь был казнен граф Лайош Баттьяни, участник венгерского восстания 1848 года. С 1926 года на углу улиц Батори и Холд горит вечный огонь в память о жертвах венгерской революции.

## В нумизматике
1 августа 2016 года Центральным банком России была выпущена пятирублёвая монета из серии «Города—столицы государств, освобожденные советскими войсками от немецко-фашистских захватчиков», посвящённая Будапешту, на реверсе которой изображён памятник советским воинам-освободителям на площади Свободы в Будапеште. Количество экземпляров — два миллиона.
- Здание телерадиокомпании
- Здание Венгерского национального банка
- Здание посольства США
- Памятник советским солдатам